# Erdős Pál
Erdős Pál (Budapest, 1913. március 26. – Varsó, 1996. szeptember 20.) Wolf- és Kossuth-díjas, valamint Állami Díjas magyar matematikus, az MTA tagja, a 20. század egyik legjelentősebb matematikusa.

## Élete

Az Erdős-szám

Apai nagyszülei Engländer Adolf és Zimmermann Teréz, anyai nagyszülei Wilhelm Ármin és Grün Zsófia voltak. Apja, Erdős (Engländer) Lajos matematikatanár volt, aki egyetemi évei alatt összebarátkozott Kármán Tódorral és Fejér Lipóttal is. Ő magyarosította a család nevét Erdősre. Anyja, Wilhelm Anna szintén matematikatanár volt. Szülei 1905. április 9-én Budapesten, a VI. kerületben kötöttek házasságot, s három gyermekük született: Magda (1908–1913), Klára (1910–1913) és Pál. A két lánytestvér – amikor anyjuk kórházban feküdt a leendő matematikussal – szeptikus skarlátban meghalt. A családi tragédia rányomta bélyegét későbbi életükre. Szülei, hogy egyetlen gyermeküket megóvják, sokáig nem íratták fiukat nyilvános iskolába. Így fordulhatott elő, hogy egy elterjedt anekdota szerint 11 éves korában kellett először saját magának bekötnie a cipőjét.
Középiskolába már rendesen járatták, és saját bevallása szerint a történelem volt kedvenc tantárgya. Már a középiskolában kitűnt tehetségével, mint a KöMaL feladatmegoldója. Tagja volt a matematika iránt érdeklődő budapesti középiskolásokat tömörítő Anonymus-csoportnak Turán Pállal, Szekeres Györggyel, Klein Eszterrel és másokkal együtt. A budapesti Szent István Gimnáziumban érettségizett, kiváló eredménnyel.
Jól sikerült érettségije és a numerus clausus 1928-as változtatása együttesen járult hozzá ahhoz, hogy felvegyék az egyetemre. Párhuzamosan járt a Pázmány Péter Tudományegyetemre és a Budapesti Műszaki Egyetemre, mivel így a legjobb professzorokat hallgathatta: Fejér Lipótot, Kürschák Józsefet és Kőnig Dénest.
Hitler hatalomra kerülése miatt a zsidógyűlölet tovább erősödött Magyarországon. Erdős így külföldre kényszerült, s kapóra jött, hogy lehetősége volt ösztöndíjasként Manchesterbe menni tanulni. Négy évet töltött ott, majd az anschluss és a hazai politikai helyzet romlása miatt a princetoni Institute for Advanced Studyba ment, amely a matematikai kutatások központja volt olyan tudósokkal, mint Albert Einstein, Neumann János és Wigner Jenő. Stanisław Ulam megpróbálta Erdőst a Manhattan tervbe is bevonni, de Erdős hazakívánkozott. Végül 1948-ban látogatott haza, s ekkor ismerte meg Rényi Alfrédot. A kommunizmus gátlástalan diktatúráját érzékelve újra távozott: a következő években Anglia és az USA között ingázott. 1954-ben a McCarthy-féle antikommunista kampány részeként kitiltották az Amerikai Egyesült Államokból, mert egy USA-ból a vörös Kínába hazatérő matematikussal levelezett; anyja, MTA-titkári pozíciójának megtartása érdekében MKP-tag lett; egy kihallgatása során Marxot nagy tudósnak tartotta. Izraelbe ment, de magyar állampolgárságát megtartotta. 1955-ben rendeződött a viszonya Magyarországgal, az MTA tagnak választotta, s Rényi a Matematikai Kutatóintézetben munkát is ajánlott neki. Ezután budapesti támaszpontjáról indult megszámlálhatatlan világ körüli útjára, melyekre anyját is gyakran magával vitte.
Elsősorban számelmélettel (ezen belül főleg elemi számelmélettel) és kombinatorikával, halmazelmélettel, analízissel és valószínűségszámítással foglalkozott, de a matematika szinte minden ágában alkotott. Számelméleti, illetve kombinatorikai kutatásaival ún. magyar iskolát teremtett. Életében ő volt a kombinatorika kutatásának és alkalmazásának talán legnagyobb egyénisége. Meghonosította a Ramsey-típusú jelenségek vizsgálatát és nagy úttörője volt a véletlen módszerek alkalmazásának. Zsenialitása nemcsak bizonyításaiban mutatkozott meg, hanem nagy problémafelvető is volt: művészi szintre fejlesztette a fontos problémák meglátásának képességét. Sokszor pénzdíjat tűzött ki ezekre, néhány dollárostól több ezer dollárosig.
Élete utolsó évtizedeiben valamelyest hírességgé vált, nemcsak Magyarországon, de az egész világon is. Ebben nemcsak hatalmas életműve játszott szerepet, de sajátos, örökké utazó életformája is, valamint olyan, az újságírók számára hálás téma is, mint sajátos ironikus beszédmódja („Erdős-nyelv” v. „Erdős-szótár”): úr (nő), rab (férfi), epszilon (gyerek), a Jordan-tételt tanulmányozza (börtönben van), meghalt (abbahagyta a matematikai kutatást), szörny (kutya), méreg (alkohol), lényegtelen lény (matematikával nem foglalkozó, az iránt nem érdeklődő ember). Élete végéig erős magyar akcentussal beszélte az angolt. Ver ar zö köpsz? – kérdezte nemegyszer, egy ismeretlen lakás konyhájában bóklászva. Nem véletlen, hogy egy indiai egyetem folyosóján, az előadóteremből kiszűrődő hang alapján Marx György felismerte, hogy ott egy magyar matematikus tart előadást.
Édesanyja 1971-ben bekövetkezett halála után depresszióval küzdött, amire háziorvosa amfetaminokat, Benzedrint és Ritalint írt föl. Ezeket élete végéig szedte. 1979-ben a tudós túlzott gyógyszerfogyasztása miatt aggódó Ronald Grahammal 500$ értékben fogadást kötött, hogy egy hónapra fel tud hagyni a szerekkel, ha úgy akarja. A fogadást Erdős nyerte, de panaszkodott, hogy a tiszta hónap alatt "csak átlagos ötletei voltak". Amikor az 1987-ben az Atlantic Monthly hasábjain megjelenő portrécikkben Paul Hoffman szóvá tette Erdős amfetaminfogyasztását, a matematikus a következőképpen fordult a szerzőhöz: "... egy dolog nem tetszett: a Benzedrin-ügyet nem kellett volna említened. Nem mintha nem úgy lenne, ahogy írtad; csak nem szeretném, hogy a matematika iránt érdeklődő gyerekek azt higgyék, hogy drogokat kell szedniük a sikerért."
– Nem, azt nem hiszem, hogy igaz. Illetve csak abban az értelemben, amennyiben az emberi sors pesszimista.

– Mennyiben?

– Hát, rövid ideig él az ember, és sokáig halott.”
Interjú Erdős Pállal
Tagja volt a magyar (1956), az amerikai (1979), az indiai (1988), az angol (1989) és más tudományos akadémiáknak; munkásságáért több külföldi tudományos akadémia választotta tiszteletbeli tagjává. 1500 cikke jelent meg, több mint 500 társszerzővel dolgozott, 15 egyetemnek volt a díszdoktora. 1983-ban megkapta a legmagasabb nemzetközi elismerést, a Nobel-díjjal egyenértékű Wolf-díjat. Magyarországon Kossuth-díjjal (1958) és Állami Díjjal (1983) – számelméleti, approximáció- és interpoláció-elméleti, kombinatorikai, halmazelméleti, valószínűségszámítási, geometriai és komplex függvénytani kutatásaiért, iskolát teremtő tudományos és nevelő munkájáért – tüntették ki.
A matematikusok máig számontartják (félig-meddig viccesen, félig-meddig Erdősnek emléket állítandó) az egyes matematikusokhoz rendelt ún. Erdős-számot, amely azt fejezi ki, hogy a publikálás által mennyire kerültek közel hozzá.

## Fontosabb eredményei

### Számelmélet
- Elsőéves egyetemistaként egyszerű bizonyítást adott a Csebisev-tételre: minden egynél nagyobb szám és kétszerese között van prímszám.
- Atle Selberggel elemi bizonyítást adott a prímszámtételre.
- Belátta, hogy van olyan {\displaystyle c<1} szám, hogy végtelen sok {\displaystyle p} prímre {\displaystyle p'-p<c\log p} ahol {\displaystyle p'} a következő prím.
- A másik irányban belátta, hogy alkalmas {\displaystyle c>0} konstanssal van végtelen sok {\displaystyle p} prím, hogy

- J. L. Selfridge-dzsel belátta, hogy egymásutáni számok szorzata sohasem teljes hatvány.
- Bebizonyította, hogy {\displaystyle n\geq 2k}, {\displaystyle k\geq 4} esetén az {\displaystyle {n} \choose {k}} binomiális együttható értéke nem lehet teljes hatvány.
- A. Ginzburggal és A. Zivvel igazolta, hogy {\displaystyle 2n-1} egész szám közül mindig kiválasztható pontosan n, hogy az összegük osztható n-nel (Erdős–Ginzburg–Ziv-tétel).
- Megmutatta, hogy minden monoton additív számelméleti függvény {\displaystyle c\log n} alakú.
- Megválaszolta Szidon Simon kérdését: van természetes számoknak olyan sorozata, hogy minden egynél nagyobb n természetes szám előáll a sorozat két tagjának összegeként, de legfeljebb {\displaystyle c\log n}-szer.
- Bebizonyította, hogy a

sor összege irracionális szám.
- Példát adott olyan, páratlan számokból álló végtelen sorozatra, melynek egyik tagja sem áll elő egy prímszám és egy 2-hatvány összegeként.
- Bebizonyította, hogy ha az {\displaystyle a_{1},a_{2},\dots } sorozat {\displaystyle \alpha } Snyírelman-sűrűsége szigorúan 0 és 1 közötti, a {\displaystyle b_{1},b_{2},\dots } sorozatból K összegeként minden természetes szám előállítható, akkor az {\displaystyle a_{i}+b_{j}} sorozat Snyírelman-sűrűsége {\displaystyle \alpha }-nál nagyobb, azaz minden bázis lényeges komponens.

### Kombinatorika
- Véletlen módszerrel bebizonyította minden n és s értékére n-kromatikus s kerületű (legrövidebb kör hossza) gráf létezését.
- Az átlós Ramsey-számokra a {\displaystyle 2^{\frac {n}{2}}<R(n,n)<4^{n}} becslést adta.

- {\displaystyle n\geq 2k} esetén egy n elemű halmaznak legfeljebb

{\displaystyle {n-1} \choose {k-1}}
páronként metsző k elemű részhalmaza adható meg (Erdős-Ko-Rado tétel)
- Szekeres Györggyel együtt igazolta, hogy valós számok bármilyen ab+1 hosszúságú sorozata tartalmaz a+1 hosszú növő vagy b+1 hosszú csökkenő részsorozatot (Erdős–Szekeres-tétel)
- Rényi Alfréddal és T. Sós Verával megmutatta, hogy ha egy véges gráfban bármely két csúcsnak pontosan egy közös szomszédja van, akkor van olyan csúcs, ami az összes többivel szomszédos (barátság-tétel).

### Halmazelmélet, gráfelmélet
- A. H. Stone-nal példát adott két olyan, valós egyenesen lévő Borel-halmazra, melyek pontonkénti összege nem Borel-halmaz.
- Bebizonyította, hogy ha egy kontinuumnál nagyobb teljes gráf éleit megszámlálható sok színnel színezzük, akkor van megszámlálhatónál nagyobb egyszínű teljes részgráf.
- Bebizonyította, hogy ha {\displaystyle \kappa } szinguláris számosság akkor minden {\displaystyle \kappa } számosságú gráf tartalmaz végtelen teljes vagy {\displaystyle \kappa } számosságú üres részgráfot.
- Hajnal Andrással megmutatta, hogy ha egy végtelen gráf nem tartalmaz négy hosszúságú kört, akkor megszámlálható sok színnel színezhető.
- Rényi Alfréddal együtt részletesen tanulmányozták a véletlen gráfok tulajdonságait.

### Analízis
- Fellerrel és Pollard-ral megmutatta, hogy ha {\displaystyle P(x)=p_{0}+p_{1}x+\cdots }, ahol {\displaystyle p_{0},p_{1},\dots \geq 0}, {\displaystyle \sum p_{n}=1}, {\displaystyle 1/(1-P(x))=\sum u_{n}x^{n}}, ami {\displaystyle m\geq 2}-re nem hatványsora {\displaystyle x^{m}}-nek, akkor {\displaystyle u_{n}} konvergál {\displaystyle 1/\sum kp_{k}}-hoz.
- W. H. J. Fuchsszal igazolta, hogy ha {\displaystyle a_{1},a_{2},\dots } természetes számok sorozata, akkor {\displaystyle a_{i}+a_{j}\leq x} megoldásainak száma nem lehet {\displaystyle cx+o(x^{1/4}/\log x^{1/2})} ahol {\displaystyle c>0}. (Erdős-Fuchs tétel)

### Egyéb
- Belátta, hogy a racionális tagokból álló négyzetesen konvergens sorok metrikus tere egydimenziós, így a dimenzió nem mindig adódik össze topologikus terek szorzatánál.

## Leghíresebb problémái
- Ha az ABC háromszög belsejében levő P pont távolsága a csúcsoktól {\displaystyle a,b,c}, az oldalaktól {\displaystyle x,y,z}, akkor {\displaystyle a+b+c\geq 2(x+y+z)}. (Erdős–Mordell-egyenlőtlenség)
- Ha természetes számok egy sorozatának reciprok összege divergens, akkor a sorozat tartalmaz tetszőleges hosszú számtani sorozatot.
- Természetes számok minden pozitív felső sűrűségű sorozata tartalmaz tetszőlegesen hosszú számtani sorozatot. (Erdős–Turán-sejtés, Szemerédi tétele)
- Ha a kn pontból álló gráfban minden pont foka kisebb, mint k, akkor k színnel egyenletesen színezhető, tehát úgy, hogy minden színosztályban pontosan n pont van. (Hajnal–Szemerédi-tétel)
- Ha egy gráf n darab, egymást páronként legfeljebb egy pontban metsző teljes n-es gráf uniója, akkor n színnel színezhető. (Erdős–Faber–Lovász-sejtés)
- Ha egy végtelen gráfban a és b össze nem kötött pontok, akkor van a-t és b-t összekötő utak egy P rendszere és a-t és b-t elválasztó pontok egy S halmaza, hogy S minden pontja pontosan egy P-beli útra illeszkedik és minden P-beli út pontosan egy S-beli pontot tartalmaz (általánosított Menger-sejtés, 2007-ben igazolta Ron Aharoni és Eli Berger).

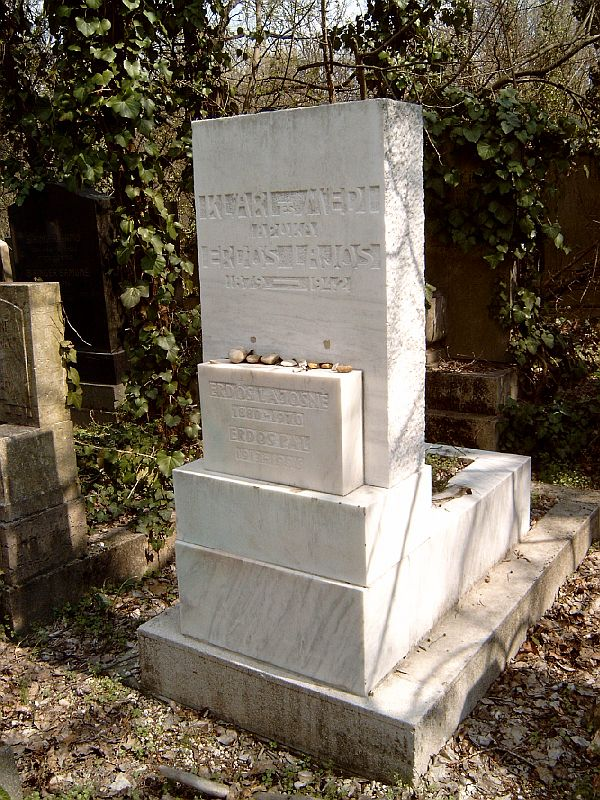
Erdős Pál sírja Budapesten. Kozma utcai izraelita temető: 17A-6-29.

## Érdekességek
- A matematika történetében csak egy termékenyebb alkotó volt nála: a svájci Leonhard Euler.
- A különböző serkentőszereknek köszönhetően napi 19 órát tudott dolgozni.
- Rendszeresen pénzt küldött – névtelenül – Rámánudzsan özvegyének.

## Könyvei
- Erdős Pál, Surányi János: Válogatott fejezetek a számelméletből, Tankönyvkiadó, 1959. Második, bővített kiadás: Polygon, Szeged, 1996.
- P. Erdős, J. Spencer: Probabilistic methods in combinatorics, Akadémiai Kiadó, Budapest, Academic Press, New York, 1974.
- P. Erdős, A. Hajnal, A. Máté, R. Rado: Combinatorial set theory: Partition relations for cardinals, Akadémiai Kiadó, Budapest, North-Holland, Amszterdam, 1984.

## Portréfilm
- N Is a Number: A Portrait of Paul Erdös (~N egy szám: Erdős Pál portréja, 1993, rendezte: George Paul Csicsery)

## Nevét viseli
- Erdős-emlékelőadás (Amerikai Matematikai Társulat)
- Erdős Pál-díj (korábban Matematikai Díj, Magyar Tudományos Akadémia)
- Erdős-szám (Egy tudományos cikk szerzőjének Erdős Páltól mért távolsága a társszerzői kapcsolati hálózatban.)
- Erdős Pál Kollégium (az ELTE kollégiuma)[31]
- Erdős terem a Szent István Gimnáziumban, ahol Erdős Pál érettségizett[32]
- A 405571 Erdőspál kisbolygó[33][34]

## Ajánlott irodalom
- Paul Hoffman: Az ember, aki csak a matematikát szerette. Erdős Pál története és a matematikai igazság keresése; ford. Nagy György; Scolar, Budapest, 2017
- Erdős Pál: Hogyan lettem matematikus és világvándor – és néhány közérthető kedvenc problémámról és eredményemről
- Pósa Lajos: Mesék Pali bácsiról
- Bruce Schecter: Agyam nyitva áll!: Erdős Pál matematikai utazásai. Ford. Gyárfás Vera. Budapest: Park–Vince. 1999.  ISBN 963-530-406-4 192 oldal
- Pataki János:  Egyszemélyes világháló: Erdős Pál matematikai utazásai. www.sulinet.hu arch Könyvajánló.
- Paul Hoffmann: A prímember. Erdős Pál kalandjai a matematika végtelenjében; ford. Nagy György; 2. jav. kiad.; Scolar, Budapest, 2012
- Egy angol nyelvű oldal Erdős Pálról Archiválva 2004. június 2-i dátummal a Wayback Machine-ben